# Laurent Jalabert
Laurent Jalabert (ur. 30 listopada 1968 w Mazamet) – francuski kolarz szosowy, dwukrotny medalista mistrzostw świata.

## Kariera
Jalabert, nazywany przez swoich francuskich fanów "Jaja" (czyt. Żaża), na początku swojej kariery odnosił sukcesy przeważnie jako sprinter i na Tour de France dwukrotnie zdobywał zieloną koszulkę (1992 i 1995). Największe sukcesy odnosił w drużynie ONCE, potem w Team CSC.
Od drugiej połowy lat 90. Jalabert stał się jednym z najbardziej wszechstronnych i niezawodnych kolarzy. Między 1995 a 2000 rokiem, z krótkimi przerwami był na 1. miejscu w rankingu UCI. Było to spowodowane jego zwycięstwami w klasykach, jak i wygranymi w krótszych wyścigach kilkuetapowych. W 1995 roku wygrał ponadto ciężki wyścig Vuelta a España. Na Tour de France nosił wielokrotnie żółtą koszulkę, nigdy jednak nie wyszedł powyżej czwartego miejsca w końcowej klasyfikacji generalnej. W 1997 roku wygrał jazdę indywidualną na czas na mistrzostwach świata w San Sebastián. Na rozgrywanych pięć lat wcześniej mistrzostwach świata w Benidorm był drugi za Włochem Giannim Bugno w wyścigu ze startu wspólnego. W 1996 roku wystąpił na igrzyskach olimpijskich w Atlancie, zajmując 21. miejsce ze startu wspólnego oraz trzynaste miejsce w indywidualnej jeździe na czas. Na rozgrywanych cztery lata później igrzyskach w Sydney w obu konkurencjach był piąty. Ponadto w sezonie 1991 był drugi w klasyfikacji generalnej Pucharu Świata.
U końca swojej kariery, będąc w drużynie Team CSC, Jalabert pod okiem Bjarne Riisa zmienił swój styl jazdy i dwukrotnie zdobył koszulkę najlepszego górala w Tour de France (2001, 2002). Obok niego, jedynie Eddy Merckx może pochwalić się zwycięstwem w klasyfikacji górskiej i sprinterskiej. Łącznie udało się Jalabertowi odnieść cztery zwycięstwa etapowe w TdF (1992, 1995, 2 razy w 2001). Po skończeniu kariery w 2002 roku, udzielał się jako doradca francuskiej firmy LOOK, produkującej komponenty rowerowe, a także jako konsultant i komentator we francuskiej telewizji. W marcu 2013 roku został potrącony przez samochód podczas treningu w rejonie Montauban. Doznał kilku złamań i w ciężkim stanie został przewieziony do szpitala.
Obecnie bierze udział w maratonach i zawodach Ironman.

### Cytat
Zapytany, dlaczego nie startuje w wyścigu Paryż-Roubaix, powiedział:
- Po co na początku sezonu mam sobie zepsuć cały rok. Ten wyścig by mnie zniszczył.